# Echinococcus vogeli
Echinococcus vogeli – gatunek tasiemca (Cestoda) z rzędu Cyclophyllidea. Pasożyt wewnętrzny pakożera leśnego (psa leśnego) i psa domowego (żywiciele ostateczne postaci dojrzałej), a także paki nizinnej oraz człowieka (żywiciele pośrednie larw). W warunkach laboratoryjnych wykazano, że zakażeniu mogą ulegać również inne gatunki zwierząt (np. suwak mongolski).
Jest jednym z kilku gatunków wywołujących chorobę zwaną bąblowicą (echinokokoza, łac. echinococcosis cystica), a konkretniej jej groźniejszą postać, czyli alweolozę (echinokokoza wielokomorowa, łac. echinococcosis alveolaris), która charakteryzuje się śmiertelnością wynoszącą 30–80%, zaś jej obraz kliniczny wykazuje cechy nowotworu złośliwego z przerzutami (jak bąblowiec wielojamowy). Poza leczeniem chirurgicznym połączonym z chemioterapią antyhelmintykami (lekami przeciwrobaczymi), wykazano także skuteczność albendazolu w zarażeniach tym tasiemcem.
Dojrzały osobnik ma 3,9–5,5 mm długości. Jego taśma (strobila) składa się wyłącznie z 3 proglotydów (członów): jałowego, hermafrodytycznego oraz macicznego (dłuższego od dwóch pozostałych).
Gatunek po raz pierwszy został opisany w 1972 roku na podstawie proglotydu znalezionego w kale psa leśnego (pochodzącego z Kolumbii) w Ogrodzie Zoologicznym w Los Angeles. W 1979 roku odkryto natomiast, że oprócz psa leśnego, tasiemiec ten może pasożytować również w organizmie psa domowego. Kolejne przypadki zakażeń pochodziły z Panamy, Surinamu, Brazylii, Ekwadoru oraz Peru.